# Кравченко Леонід Миколайович
Леонід Миколайович Кравченко — старший лейтенант Збройних сил України, учасник російсько-української війни.

## З життєпису
Станом на березень 2017-го — старший офіцер відділення комплектування, Соборний районний військовий комісаріат, Дніпропетровська область.

## Нагороди
8 серпня 2014 року — за особисту мужність і героїзм, виявлені у захисті державного суверенітету та територіальної цілісності України, вірність військовій присязі під час російсько-української війни, відзначений — нагороджений орденом Богдана Хмельницького III ступеня.